# Hippa
Hippa es un género de crustáceos decápodos de la familia Hippidae.

## Especies
Las siguientes especies son reconocidas como parte del género según Worms:
- Hippa adactyla
- Hippa admirabilis
- Hippa alcimede
- Hippa australis
- Hippa carcineutes
- Hippa celaeno
- Hippa granulatus
- Hippa hirtipes
- Hippa indica
- Hippa marmorata
- Hippa ovalis
- Hippa picta
- Hippa strigillata
- Hippa testudinaria
- Hippa truncatifrons